# ولگا اسکوروخودووا
ولگا ایوانوا اسکوروخودووا (به انگلیسی: Olga Ivanovna Skorokhodova؛ به روسی Ольга Ивановна Скороходова؛ زاده ۲۴ ژوئیه ۱۹۱۱ در روستای بیلوزیرکا، از استان خرسون امپراتوری روسیه سابق- درگذشت ۷ مه ۱۹۸۲ در مسکو) درمانگر، معلم، نویسنده و دانشمند اهل روسیه بود که در زمینه ارتباطات نابینایان و ناشنوایان و چگونگی درک جهان اطراف توسط آنها پژوهش‌های زیادی انجام داد.
ولگا از سن پنج سالگی، در اثر مننژیت از نابینایی و ناشنوایی رنج می‌برد. دوران کودکی او با از دست دادن پدر و مادر پیچیده‌تر شد. ولگا به تحصیل در یک کلینیک ویژه کودکان نابینا و کر و لال پرداخت که در آنجا با تلاش پروفسور ایوان سوکلجاسکی موفق به بازگرداندن قدرت سخن گفتن و دسترسی به آموزش با کیفیت شد. ایوان سوکلجاسکی همچنین به او علوم پایه را آموخت، که الهام بخش زندگی او شد.
ولگا اسکوروخودووا در کتاب خود: "چگونه من جهان اطرافم را درک و تصور می‌کنم" توصیف کاملی از جزئیات پر زحمت افزایش حس لامسه، بویایی، و حس کردن لرزش، دما، و طعم‌ها به منظور جبران فقدان قدرت بینایی و شنوایی ارائه داده است. او بعدها با استفاده از این تجربیات به پژوهش پرداخت و الهام بخش آموخته‌های جدید در این موضوع شد.
در ۲۴ مه ۲۰۱۶ در ۱۰۵مین سالگرد تولد او موتور جستجوی گوگل با تغییر لوگوی گوگل دودل صفحهٔ اصلی خود، یاد این زن که زندگی بسیاری را تغییر داد و هرگز تسلیم نشد را گرامی داشت.